# Stade de Chamartín
Le stade de Chamartín (Estadio de Chamartín) est un stade, inauguré en 1924 et démoli en 1947, situé à Chamartín de la Rosa, en Espagne.

## Histoire
L'enceinte avait pour club résident le Real Madrid CF, dont il était la propriété, avant que celui-ci fasse construire le Nuevo Estadio Chamartín entre 1944 et 1947 (Inauguration 1947) et connu depuis 1955 comme le Stade Santiago Bernabéu.
Inauguré le 17 mai 1924 par un match de gala face à Newcastle United, le stade avait une capacité d'environ 15 000 places, (certaines sources indiquent 22 500). En 1934, le stade accueille un match qualificatif à la Coupe du monde opposant l'Espagne au Portugal, battu 9-0, qui se serait joué devant une assistance de 50 000 personnes.
La ville de Chamartín de la Rosa est intégrée à Madrid en 1948.